# Strasburgeriaceae
Strasburgeriaceae Tiegh., 1908 è una famiglia di piante angiosperme dell'ordine Crossosomatales.

## Tassonomia
La famiglia comprende 2 generi, entrambi monospecifici:
- Ixerba A.Cunn.
  - Ixerba brexioides A.Cunn., endemismo della Nuova Zelanda

- Strasburgeria Baill.
  - Strasburgeria robusta (Vieill. ex Pancher & Sebert) Guillaumin, endemismo della Nuova Caledonia